# Help me
Help me is een nummer van de Volendamse band BZN uit 1990. Het lied werd uitgebracht als eerste single van het album Horizon en stond zes weken in de Nederlandse Top 40, waar het de veertiende plaats behaalde.